# Carcharhinus cerdale
A Carcharhinus cerdale a porcos halak (Chondrichthyes) osztályának kékcápaalakúak (Carcharhiniformes) rendjébe, ezen belül a kékcápafélék (Carcharhinidae) családjába tartozó faj.

## Előfordulása
A Carcharhinus cerdale előfordulási területe a Kelet-Csendes-óceánban van. A Kaliforniai-öböltől egészen Peruig lelhető fel.

## Megjelenése
Ez a cápafaj legfeljebb 140 centiméter hosszú. Habár ennél a fajnál nem jellemző a hátúszók közti kiemelkedés, egyes példányainál mégis jelen van; bár ezeknél is a felnőttkor elérésével a kiemelkedések eltűnnek. A szemei mögött kis pórusok vannak. Az első öt foga háromszög alakú és fűrészes szélű; hátrafelé haladva a fogak egyre keskenyebbé válnak. Bőrén a fogaspikkelyek nemigen fedik egymást; rajtuk három kis kiemelkedés van, a középső hosszabb, mint a két szélső. A tartósított példányoknál a két hátúszó, a hasúszók és a farok alatti úszók szélei sötétek vagy szürkék; a mellúszók felső részének a végein sötétszürke vagy fekete foltok ülnek. Ugyanúgy a farokúszó alsó nyúlványának a végén is sötétszürke vagy fekete folt látható. A magzatok esetében a farokúszót fekete szegély veszi körül; a mellúszók hátsó széln pedig széles, fehér sáv látható.

## Életmódja
Trópusi cápafaj, amely a tengerfenék közelében él.